# Gänsbrunnen
Gänsbrunnen (toponimo tedesco; in francese Saint-Joseph, desueto) è un comune svizzero di 95 abitanti del Canton Soletta, nel distretto di Thal.